# Avenue Marceau
Avenue Marceau é uma avenida em Paris, França, marcando a fronteira entre o 8.º e o 16.º arrondissement de Paris.

## História
Denominada em memória do general François-Séverin Marceau (1769–1796), vai da Avenue du Président-Wilson (quase paralela à Place de l'Alma) até a Praça Charles de Gaulle. Foi decretada originalmente em 13 de agosto de 1854 e só abrangia entre a Rue Circulaire e a então Place de l'Étoile, antes de ser estendida até a Avenue de l'Empereur por decreto de 6 de março de 1858.
Foi chamada de Avenue Joséphine em homenagem a Josefina de Beauharnais por decreto de 1858, antes de receber seu nome atual por outro decreto de 16 de agosto de 1879, que também renomeou Rue de Wattignies como a então existente Rue Marceau no 12.º arrondissement de Paris.